# Delphinium brevisepalum
Delphinium brevisepalum är en ranunkelväxtart som beskrevs av Wen Tsai Wang. Delphinium brevisepalum ingår i släktet storriddarsporrar, och familjen ranunkelväxter. Inga underarter finns listade i Catalogue of Life.